# Wolfgang Kindl
Wolfgang Kindl, né le 18 avril 1988 à Innsbruck, est un lugeur autrichien en activité.
Champion du monde junior en 2008, il est ensuite médaillé d'argent aux Championnats d'Europe de 2010 à Sigulda. En décembre 2013, il monte sur son premier podium de Coupe du monde en terminant troisième sur la piste de Park City, aux États-Unis.

## Palmarès

### Jeux olympiques d'hiver
- médaille d'argent en individuel en 2022.
- médaille d'argent par équipe en 2022.

### Championnats du monde
- médaille d'or en individuelle en 2017.
- médaille d'or en sprint en 2017.
- médaille d'or en double mixte en 2025.
- médaille d'argent en double en 2024.
- médaille d'argent en double sprint en 2024.
- médaille d'argent par équipe en 2025.
- médaille de bronze en individuelle en 2015.
- médaille de bronze en individuelle en 2016.
- médaille de bronze en individuelle en 2020.

### Coupe du monde

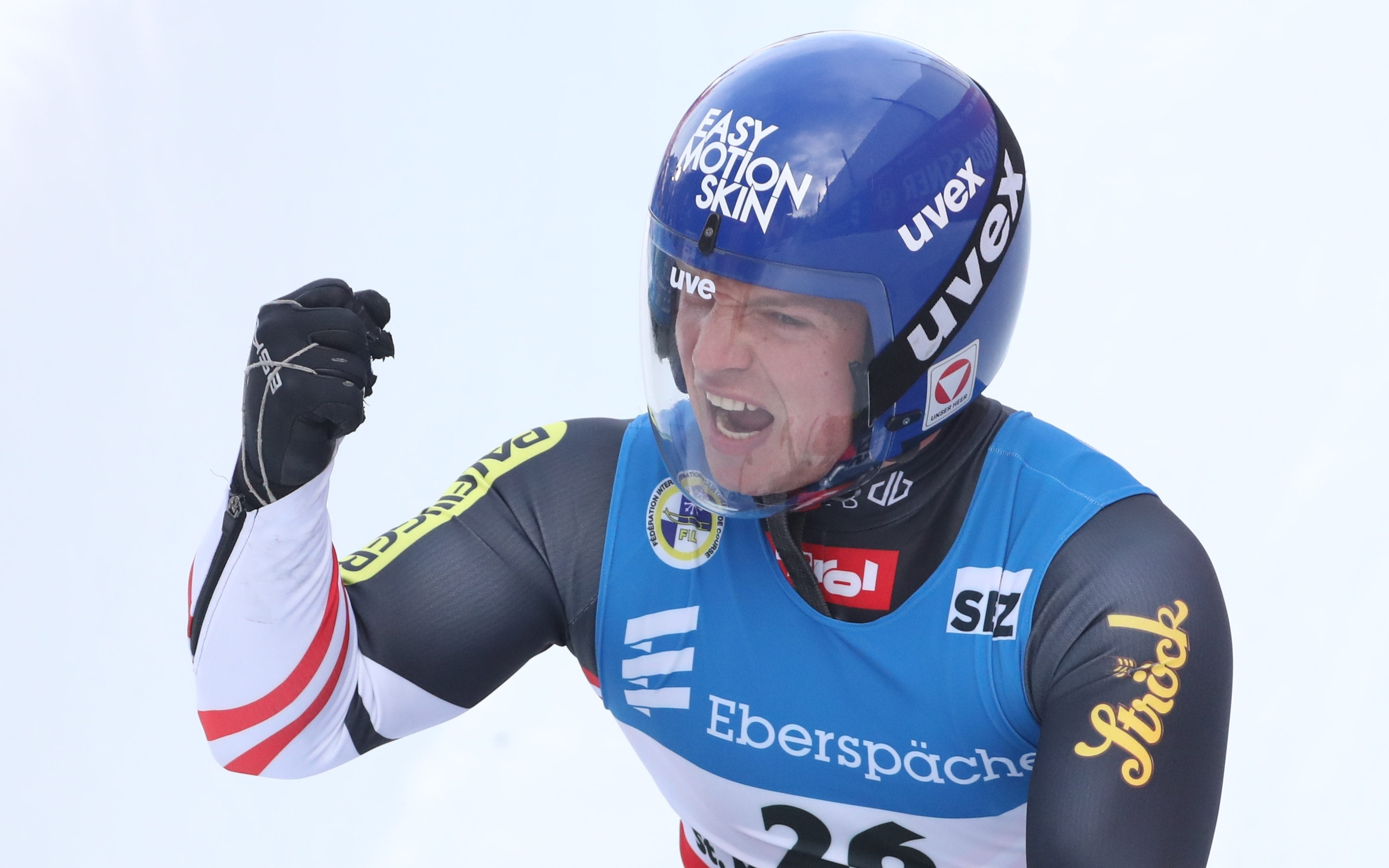
Wolfgang Kindl lors de sa victoire à la coupe du monde de luge 2022 à Saint-Moritz.

- 1 petit globe de cristal en individuel : 
  - Vainqueur du classement sprint en 2022.
- 36 podiums individuels : 
  - en simple : 7 victoires, 9 deuxièmes places et 11 troisièmes places.
  - en sprint : 4 victoires, 1 deuxième place et 4 troisièmes places.
- 1 gros globe de cristal en double : 2024.
- 1 petit globe de cristal en double : 
  - Vainqueur du classement classique en 2024.
- 1 podium en simple mixte : 1 victoire.
- 15 podiums en double : 
  - en simple : 4 victoires, 4 deuxièmes places et 5 troisièmes places.
  - en sprint : 2 deuxièmes places.
- 17 podiums en relais : 3 victoires, 5 deuxièmes places et 9 troisièmes places.
- 2 podiums en double mixte : 2 deuxièmes places.

#### Détails des victoires en simple en Coupe du monde
| Édition   | Piste                                | Total |
| 2014-2015 | Lillehammer                          | 1     |
| 2015-2016 | Park City (sprint)                   | 1     |
| 2017-2018 | Lake Placid (sprint) Königssee       | 2     |
| 2018-2019 | Igls (sprint) Whistler Calgary       | 3     |
| 2021-2022 | Altenberg Igls (sprint) Saint-Moritz | 3     |
| 2024-2025 | Pyeongchang                          | 1     |

### Championnats d'Europe
- Médaille d'or en individuel en 2022.
- Médaille d'argent en individuel en 2010.
- Médaille de bronze en individuel en 2017.
- Médaille d'argent par équipes en 2010 et 2017.
- Médaille d'or en double en 2024.